# Streblognathus
Genre
Streblognathus est un genre de fourmi sans reine.

## Liste des espèces
- Streblognathus peetersi Robertson, 2002
- Streblognathus aethiopicus (Smith, 1858)